# کاواساکی، کاناگاوا

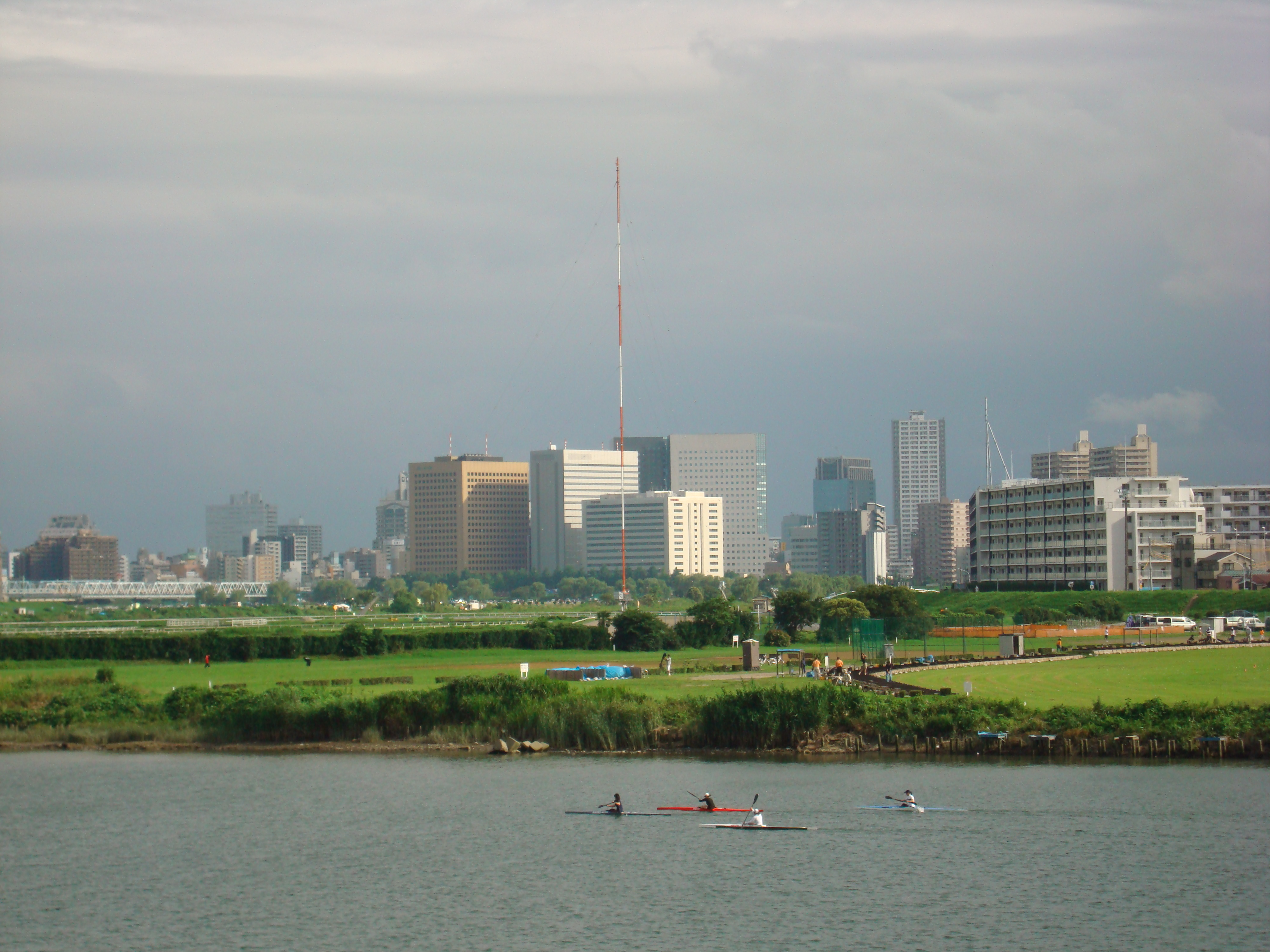
کاواساکی، کاناگاوا.

کاواساکی (به ژاپنی: 川崎市) یکی از شهرهای ژاپن می‌باشد که در استان کاناگاوا و در بین شهرهای توکیو و یوکوهاما واقع شده‌است. این شهر نهمین شهر پرجمعیت کشور ژاپن می‌باشد.
شهر کاواساکی به وسیلهٔ یک کمربند ۳۰ کیلومتری که در امتداد جنوبی «رودخانهٔ تاما» کشیده شده‌است
از شهر توکیو جدا می‌شود. در انتهای شرقی این کمربند که از زمین‌های مسطح تشکیل شده‌است، منطقه صنعتی این شهر واقع شده‌است. سواحل کاواساکی توسط مجتمع‌های بزرگ صنعتی محاصره شده‌اند.
منطقه غرب کاواساکی که به‌عنوان «تاما هیلز» شناخته می‌شود، عمدتاً از مناطق مسکونی تازه‌تأسیس که به توکیو متصل شده‌اند، تشکیل شده‌است. این منطقه از خانه‌های مسکونی، دانشگاه‌های مختلف و مجتمع‌های صنعتی تشکیل شده‌است.

### ایستگاه‌های قطار
■ شرکت راه‌آهن شرق ژاپن
■ خط اصلی توکایدو
- - Kawasaki -

■ خط کیهین-توهوکو
- - Kawasaki -

■ خط نامبو
- Main Line : Kawasaki - Shitte - Yakō (Yakō Station is in تسورومی-کو، یوکوهاما) - Kashimada - Hirama - Mukaigawara - Musashi-Kosugi - Musashi-Nakahara - Musashi-Shinjō - Musashi-Mizonokuchi - Tsudayama - Kuji - Shukugawara - Noborito - Nakanoshima - Inadazutsumi -
- Branch Line : Shitte - Hatchōnawate - Kawasaki-Shinmachi - Hama-Kawasaki

■ خط تسورومی
- Main Line : - Musashi-Shiraishi - Hama-Kawasaki - Shōwa - Ōgimachi
- Ōkawa Branch : - Ōkawa

■ خط یوکوسوکا, خط شونان-شینجوکو
- - Musashi-Kosugi - Shin-Kawasaki -

■ شرکت راه‌آهن اوداکیو
■ خط اوداکیو-اوداوارا
- - Noborito - Mukōgaoka-Yūen - Ikuta - Yomiuri-Land-mae - Yurigaoka - Shin-Yurigaoka - Kakio

■ Tama Line
- Shin-Yurigaoka - Satsukidai - Kurihira - Kurokawa - Haruhino -

■ شرکت راه‌آهن کیئو
■ Sagamihara Line
- - Keiō-Inadazutsumi - Keiō-Yomiuri-Land - Inagi (Keiō-Yomiuri-Land Station and Inagi Station are in ایناگی، توکیو.) - Wakabadai

■ شرکت راه‌آهن کیکیو
■ خط اصلی کیکیو
- - Hatchōnawate - Keikyū Kawasaki -

■ Daishi Line
- Keikyū Kawasaki - Minatochō - Suzukichō - Kawasaki-Daishi - Higashi-Monzen - Sangyō-Dōro - Kojimashinden

■ شرکت راه‌آهن توکیو
■ Tōyoko Line
- - Shin-Maruko - Musashi-Kosugi - Motosumiyoshi -

■ خط توکیو مگورو
- - Shin-Maruko - Musashi-Kosugi - Motosumiyoshi -

■ خط توکیو دن‌انتوشی
- - Futako-Shinchi - Takatsu - Mizonokuchi - Kajigaya - Miyazakidai - Miyamaedaira - Saginuma -

■ خط توکیو اوئیماچی
- - Futako-Shinchi - Takatsu - Mizonokuchi